# Lukas Pägelow
Lukas Pägelow (* 5. März 1994 in Hagenow) ist ein deutscher Fußballspieler, der seit 2015 beim Lüneburger SK Hansa spielt.

## Karriere
Bevor Pägelow 2008 von Hansa Rostock entdeckt wurde, hatte der Hagenower das Fußballspielen beim Rodenwalder SV erlernt und seine Fähigkeiten später beim FC Eintracht Schwerin erweitert. Schon mit 14 Jahren absolvierte Pägelow erste Spiele in der U-17-Bundesliga. In dieser bestritt er 53 Spiele bis zu seinem Aufstieg in die A-Jugend. Mit der U-19 Mannschaft von Hansa wurde Pägelow in der Saison 2012/13 deutscher U-19-Vizemeister und Zweiter der Staffel Nord/Nordost. Mit 45 U-19-Bundesligaspielen, drei Einsätzen im DFB-Junioren-Vereinspokal und drei weiteren Meisterschaftsendrundenspielen gegen die U-19 Mannschaften des FC Bayern München und des VfL Wolfsburg verabschiedete sich Pägelow schließlich vom Juniorenbereich. Im Sommer 2013 unterschrieb er seinen ersten Profivertrag, der bis 2015 gültig ist.
Nachdem Pägelow in der Rückrunde 2014/15 für den ZFC Meuselwitz aufgelaufen war, schloss er sich zur Saison 2015/16 dem Lüneburger SK Hansa an.